# The Giver
The Giver är en amerikansk science fiction-film från 2014, baserad på romanen Den utvalde, i regi av Phillip Noyce efter ett manus av Michael Mitnick och Robert B. Weide. I huvudrollerna ser vi Jeff Bridges, Meryl Streep, Brenton Thwaites, Alexander Skarsgård, Odeya Rush, Katie Holmes och Taylor Swift. Filmen hade biopremiär den 15 augusti 2014.

## Handling
Jonas (Brenton Thwaites) lever i ett perfekt samhälle utan konflikter, fattigdom och arbetslöshet. Varje människa har en roll i samhället, och Jonas får uppgiften att bli minnesbevarare, som hjälp har han en man som kallas Givaren (Jeff Bridges). Ju mer tid Givaren och Jonas tillbringar tid tillsammans, desto mer övertygad blir Jonas om att någonting är fel i deras perfekta värld.

## Rollista (i urval)
- Jeff Bridges – The Giver
- Meryl Streep – The Chief Elder
- Brenton Thwaites – Jonas
- Alexander Skarsgård – Jonas far
- Odeya Rush – Fiona
- Katie Holmes – Jonas mor
- Taylor Swift – Rosemary
- Cameron Monaghan – Asher
- Emma Tremblay – Lily
- Irina Miccoli – Fionas mor

## Om filmen

### Produktion
Jeff Bridges har velat filma framtidsromanen under flera års tid men stötte på hinder när Warner Bros. köpte rättigheterna år 2007. De hamnade sedan hos The Weinstein Company och Walden Media, efter detta kunde projektet förverkligas. Bridges egentliga vision var att hans egen far, Lloyd Bridges, skulle spela Givaren.
Inspelningen påbörjades den 7 oktober 2013 i Kapstaden och avslutades den 13 februari 2014 i Utah. Musiken komponerades av Marco Beltrami. Låten "Ordinary Human" av OneRepublic finns med i filmen.

### Mottagande
The Giver fick blandade recensioner från flera filmkritiker.
Rotten Tomatoes rapporterade att 36 procent, baserat på 146 recensioner, hade satt ett genomsnittsbetyg på 5,3 av 10. På Metacritic nådde filmen genomsnittsbetyget 47 av 100, baserat på 33 recensioner.